# Campo de’ Fiori
A Campo de’ Fiori egy tér Róma történelmi belvárosában. Ezen a téren végezték ki Giordano Brunót 1600. február 17-én.

## Története
A tér nevének (Virágok mezeje) eredetére két elmélet is van. Az egyik szerint itt állt a háza Florának, Pompeius szerelmének, a másik szerint az elnevezés arra utal, hogy a területet 1456-ig nem kövezték ki, így vadvirágos mező volt.
Az ókori Rómában ez a terület, amely a Pompeius színháza, a hozzá kapcsolódó Venus Victrix templom és a Tiberis között terült el, lakatlan volt, mivel a folyó gyakran elöntötte. Első lakosai ugyan már az 1. században megjelentek, de a 15. századig csak kevesen éltek itt.
Az 1400-as évek közepén, III. Kallixtusz pápa uralkodása alatt megkezdték a terület beépítését. Az első épület, amelyet itt felhúztak, egy templom volt, a Santa Brigida a Campo de' Fiori, amely ma a Piazza Farnese felé néz. 1456-ban a teret lekövezték. Ekkor már állt az Orsiniak palotája, illetve a Palazzo della Cancelleria, az első reneszánsz palota a városban.
1473-ban IV. Szixtusz pápa egy ókori folyami átkelő romjain megépíttette a Sisto hidat, hogy megkönnyítse a zarándokok átkelését a folyón. Az új híd miatt a Campo de’ Fiori fontosabbá, ingatlanjai értékesebbé váltak. A pápa 1483-ban kezdeményezte a terület megtisztítását, és egy új út megépítését a zarándokok számára, ahol a Szent Péter-bazilikába tartó keresztények ennivalót és szálláshelyet találtak maguknak. Ez ma a Via del Pellegrino, vagyis a Zarándokok útja, amely a tértől indul.
A tér fontos piac volt mindig: minden hétfőn és szombaton lóvásárt tartottak. 1869 óta zöldség- és halpiac működik a Campo de' Fiorin.

## Kivégzések
A téren több kivégzést is tartottak, itt állította máglyára az inkvizíció az olasz filozófust és dominikánus szerzetest, Giordano Brunót 1600. február 17-én. Giordano Bruno máglyahalálának helyén ma a tudós 1889-ben felállított szobra, Ettore Ferrari alkotása áll. A szobor felirata: „Brunónak állította az általa megálmodott évszázad, ott, ahol máglyája égett.”
Giuseppe Vasi 18. századi építész és vésnök egyik metszetén, amelyet a térről készített, látható egy magas bitó a Campo de’ Fiorin. Ez nem csak kivégző eszközként szolgált, a kisebb bűnösökre rákötötték a kötelet, és többször felemelték a magasba, majd leengedték őket. A Piazza Farnesére vezető utcát ma is Kötél utcának (Via della Corda) hívják.

## Szökőkút
A téren állt a Terrina szökőkút, amely XIII. Gergely pápa uralkodása (1572-1582) idején készült. Nevét (levesestál) alakja után kapta. A szökőkutat alacsonyra építették, mert a nyomás nem volt elég látványos vízsugár létrehozására. A kutat az Aqua Virgo táplálta, amely a Trevi-kutat és a fontana delle tartarughét is ellátta vízzel. 1889-ben eltávolították a tér közepéről, hogy helyet csináljanak Girodano Bruno szobrának. 1898-ban másolata került a tér nyugati végébe.

## Érdekességek
- VI. Sándor pápa szeretője, Vannozza de Cattanei, aki négy gyereket, köztük Cesare és Lucrezia Borgiát szülte tőle, a Via del Pellegrinóban élt, és két fogadót üzemeltetett a Campo de’ Fiorin.[2]
- A Campo de’ Fiori az egyetlen olyan olasz tér a történelmi belvárosban, amelyen nincs templom.[1]
- 1943-ban az olasz rendező, Mario Bonnard vígjátékot forgatott Campo dei Fiori címmel. Az egyik főszereplő Anna Magnani volt.[6]